# Класична митологија
Иако су грчки богови вероватно познатији, грчка и римска митологија често имају исте богове с различитим именима јер су многи грчки богови посуђени из грчке митологије, често с различитим особинама. На примјер, Купид је римски бог љубави, а Ерос грчки бог љубави. Арес је непопуларни и бојазни грчки бог рата, а његов римски колега је Марс који је угледни бог борбене плодности.

## Грчки богови
Богови у грчкој митологији, односно збирка прича или митова старих Грка о њиховим боговима, јунацима и свету природе. Богови и богиње засноване на особинама људске личности као што су љубав, част, мржња, достојанство, као и њихове улоге у животу одређене оним што су били богови, као што су: Зевс: Небо / Време, Хадес: Подземље, Посејдон: Море, Акуатицс итд. Како су се богови заснивали на људским особинама, сваки од њих је имао особине које су одређивале њихово деловање. Божанства су била важна за напредак живота, али и прости смртници били су важни колико и њихов допринос друштву што је на крају било важно. Индивидуалистички: поступци појединца имали су више последица од деловања групе. Грчки богови имали су лепа тела на којима би им лепи мишићи, очи и коса побољшали изглед.

## Римски богови
Многи римски богови позајмљивали су се из грчке митологије, а митови римског стваралаштва од Грка. Божанства названа по објектима, а не по особинама људске личности. Становници древног Рима били су сигурни да њихов живот зависи од различитих богова. Свака сфера је имала свој специфичан патрон. Уопште, пантеон римских богова састојао се од најзначајнијих фигура и секундарних божанстава и духова. Римљани су подигли храмове и поставили статуе својим боговима и редовно доносили поклоне и провели празнике. Митови су утемељени у храбрим, херојским делима богова, а не смртника, јер смртни живот није био важан после смрти. Поштовали су ратника као свеца. Богови нису имали физички изглед - били су представљени само у машти људи.

## Разлика између њих
Хомерска грчка митологија крунисана је у епској Илијади. Римска митологија крунисана је у књизи Енеида. Грчка митологија претходила је римској митологији око 700-1000 година. Грчки бог Хермес (Меркур Римљанима) Према једном миту, Енеја, тројански јунак који је преживео грчку инвазију и освајање Троје, на крају је основао Рим. Аутор Енеиде Вергилије инсинуира да би се због евентуалног освајања Рима над Грчком на неки начин осветио Троји. Грчка митологија је можда потекла од Египћана, који су живели пре Грка, а такође су веровали у пантеон богова. Многи римски богови позајмљени су од грчких богова, али имају различита имена и често различите карактеристике. Грчки богови имају леп, савршен физички изглед, док римски богови не дају физички облик и представљају се само у машти људи. Грчки богови се углавном заснивају на особинама људске личности као што су љубав, мржња, част и достојанство, а митови повезани с њима обликују се тим особинама. Римски богови се заснивају на предметима или поступцима, а не на особинама личности. Поступци богова и смртника у грчким митовима су више индивидуалистички, поступци појединца су утицајнији од деловања групе. Римска митологија је много мање индивидуалистичка.

## Загробни живот
У грчкој митологији загробни живот није од велике важности. У ствари, богови и смртници се редовно извлаче из загробног живота и доводе у садашњост без показивања бриге за загробни живот. Грчка перспектива се много више бави физичким животом на земљи него загробним животом. Смртници се памте и награђују за своја добра дела на земљи. Супротно томе, Римљани су чинили добра дела како би осигурали своје место на Небу. Могли су чак да заслуже место међу боговима и да теже том циљу кроз живот на земљи.

## Улога смртника
Божанства су била важна за напредак живота у грчкој митологији, али смртници су били подједнако важни, јер је њихов допринос друштву на крају био важан. У римској митологији херојска дела богова била су важнија од деловања смртника, јер човеков живот није био важан након што је у загробном животу постигнут добар статус.

## Грчки богови и њихови римски парови
Грци су имали 12 главних богова и богиња који су се старали о различитим аспектима њиховог живота. Касније су Римљани преузели многе грчке богове, али су им дали нова имена.
| Портрет | Грчки          | Римски              | Значење         |
| ------- | -------------- | ------------------- | --------------- |
|         | Зевс           | Јупитер (бог)       | Краљ богова     |
|         | Афродита       | Венера (богиња)     | Богиња љубави   |
|         | Ерос           | Купидон             | Бог љубави      |
|         | Арес           | Марс (бог)          | Бог рата        |
|         | Артемида       | Дијана              | Богиња девица   |
|         | Атина (богиња) | Минерва             | Богиња мудрости |
|         | Хермес         | Меркур (бог)        | Бог трговине    |
|         | Деметра        | Церера (богиња)     | Богиња усева    |
|         | Посејдон       | Нептун (митологија) | Бог мора        |
|         | Хефест         | Вулкан (бог)        | Бог ватре       |